# جگدیو
جگدیو (به انگلیسی: Jagdeo) یک منطقهٔ مسکونی در پاکستان است که در پنجاب واقع شده‌است. جگدیو ۱۶۸ متر بالاتر از سطح دریا واقع شده‌است.